# Rakel Mirakel
|  | Denne artikel er oprettet af botten PalnaBot ud fra en ekstern database. Den kan derfor have sproglige fejl eller mangler. Denne skabelon kan fjernes efter kontrol af indholdet. |

Rakel Mirakel er en børnefilm instrueret af Søren Brink efter manuskript af Fredrik Vogel.

## Handling
Rakel skal underholde sin lillebror. En pilot-film til det, som forhåbentlig bliver en ny tegnefilm-serie for de mindste.